# تل‌لی‌اوغلو (گوله)
تل‌لی‌اوغلو (به ترکی استانبولی: Tellioğlu) یک منطقهٔ مسکونی در ترکیه است که در گوله (شهر) واقع شده‌است.